# صدای افغانستان
تلویزیون صدای افغانستان (SATV) شبکه تلویزیونی خصوصی مستقر در اورنج کانتی، کالیفرنیا است که در دسامبر ٢۰١۰ راه اندازی شد. این شبکه دارای استودیوهایی در ایروین، کالیفرنیا، و فریمونت، کالیفرنیا تورنتو و انتاریو کانادا، با برنامه افتتاح یکی دیگر در کابل، بود.
سیاست صدای افغانستان متمرکز بر معرفی فرهنگ افغانستان مانند موسیقی بود. در ۶ ژانویه ٢۰١٢، صدای افغانستان سرویس تلویزیون ماهواره ای خود را متوقف کرد، اما از طریق وب سایت های مبتنی بر اینترنت خود مانند Jadoo TV و GL Wiz به پخش خود ادامه می دهد.